# Temporada 2020 del Campeonato de Galicia de Rally
La temporada 2020 fue la edición 42.º del Campeonato de Galicia de Rally. Comenzó el 28 de febrero en el Rally de La Coruña y terminó el 13 de diciembre en el Rally Mariña Lucense.

## Calendario
- El Rally do Cocido, previsto para el 20 y 21 de marzo se aplazó a diciembre. La mayoría de pruebas fueron suspendidas por la pandemia de coronavirus.

### Calendario previsto
| N.º | Fecha               | Rally                            |
| --- | ------------------- | -------------------------------- |
| 1   | 28-29 de febrero    | 24.º Rallye de La Coruña         |
| 2   | 17-18 de abril      | 36.º Rally Berberecho de Noia    |
| 3   | 29-30 de mayo       | 54.º Rally Recalvi-Rías Baixas   |
| 4   | 19-20 de junio      | 33.º Rally de Narón              |
| 5   | 10-11 de julio      | 17.º Rally Sur do Condado        |
| 6   | 7-8 de agosto       | 28.º Rally Botafumeiro           |
| 7   | 11-12 de septiembre | 9.º Rallye Ourense-Ribeira Sacra |
| 8   | 16-17 de octubre    | 42.º Rally Recalvi-San Froilán   |
| 9   | 13-14 de noviembre  | 2.º Rally Recalvi-Mariña Lucense |
| 10  | 11-12 de diciembre  | 25.º Rally do Cocido             |

### Calendario final
| N.º | Fecha              | Rally                           | Coef. | Resultados |
| --- | ------------------ | ------------------------------- | ----- | ---------- |
| 1   | 28-29 de febrero   | 24º Rallye de La Coruña         | 7     | Resultados |
| 2   | 16-17 de octubre   | 42º Rally Recalvi-San Froilán   | 7     | Resultados |
| 3   | 12-13 de diciembre | 2º Rally Recalvi-Mariña Lucense | 8     | Resultados |

## Equipos
| Equipo               | Automóvil              | Piloto                    | Copiloto                   | Rondas |
| -------------------- | ---------------------- | ------------------------- | -------------------------- | ------ |
| Yacar Racing         | Škoda Fabia Rally2 evo | Víctor Senra              | David Vázquez              | 1-3    |
| Yacar Racing         | Ford Fiesta R5         | Perfecto Calviño          | Antonio Solórzano          | 1      |
| Recalvi Team         | Citroën DS3 R5         | Alberto Meira             | José Murado                | 1-3    |
| Recalvi Team         | Ford Fiesta R5         | Óscar Palacio             | Mario González Tomé        | 1      |
| Recalvi Team         | Ford Fiesta Rally2     | Óscar Palacio             | Mario González Tomé        | 2      |
| Blendio              | Ford Fiesta Rally2     | Daniel Alonso             | Cándido Carrera            | 3      |
| Escudería Lalín-Deza | Ford Fiesta R5 MkII    | Iago Caamaño              | Alberto Rodríguez González | 1      |
| Escudería Lalín-Deza | Citroën DS3 R5         | Iago Caamaño              | Alberto Rodríguez González | 2      |
| Escudería Lalín-Deza | Volkswagen Polo GTI R5 | Iago Caamaño              | Alberto Rodríguez González | 3      |
| Escudería Lalín-Deza | Hyundai i20 R5         | Alberto Otero             | Jordan Vázquez             | 1-2    |
| FMC-UCAV Racing      | Citroën DS3 R5         | Luis Vilariño             | Néstor Casal               | 1      |
| RVS Motorsport       | Citroën DS3 R5         | Ricardo Costa             | Daniel Vilaça              | 1-2    |
| Galicia Motorsport   | Citroën DS3 R5         | Jorge Pérez Oliveira      | Avelino Martínez           | 2-3    |
| Galicia Motorsport   | Renault Clio N5        | Jorge Pérez Oliveira      | Avelino Martínez           | 1      |
| T. Martínez Racing   | Ford Fiesta R5         | ManueL Fernández Estévez  | Álex Cid                   | 1, 3   |
| Escudería Berberecho | Škoda Fabia R5         | Domingo Molinos           | Alejo Souto                | 1-2    |
| Escudería Miño-Lugo  | Peugeot 208 T16        | Francisco Dorado Vizacino | Roi Torrente               | 1      |
| Escudería Miño-Lugo  | Volkswagen Polo GTI R5 | Francisco Dorado Vizacino | Roi Torrente               | 2-3    |
| Escudería Miño-Lugo  | Škoda Fabia Rally2 evo | Adrián Díaz Pérez         | Andrea Lamas               | 3      |

## Clasificación

### Campeonato de pilotos
| Pos.            | Piloto                       | 1 RDC | 2 SFR | 3 MAL | Pts |
| --------------- | ---------------------------- | ----- | ----- | ----- | --- |
| 1.              | Víctor Senra                 | 1     | 1     | 2     | 245 |
| 2.              | Iago Caamaño                 | 2     | 5     | 4     | 203 |
| 3.              | Alberto Meira                | 3     | 3     | 3     | 184 |
| 4.              | Francisco Dorado Vizcaíno    | 50    | 4     | Ret   | 133 |
| 6.              | Jorge Pérez Oliveira         | 9     | 7     | 6     | 104 |
| 7.              | José Manuel Lamela           | Ret   | Ret   | 9     | 96  |
| 8.              | Marcos Rodríguez Sanromán    | 19    | 16    | 10    | 88  |
| 9.              | David Rivas Fuentes          | 10    | Ret   | 12    | 77  |
| 10.             | Jorge Garnelo                | Ret   | 29    | 14    | 72  |
| 11.             | Jacobo Segade                | Ret   | Ret   | 15    | 64  |
| 12.             | Pablo Blanco Alonso          | 33    | 22    | 23    | 63  |
| 12.             | Óscar Gallego Gömez          | Ret   | 33    | Ret   | 63  |
| 14.             | Diego González Castro        | 26    | 32    | Ret   | 56  |
| 14.             | Alejandro Castro Castiñeiras | 29    | 34    | 16    | 56  |
| 16.             | Iván García Redondo          | Ret   | 35    | 20    | 48  |
| 17.             | Diego Coto Lorenzo           | 37    | 30    | Ret   | 42  |
| 17.             | Juan Manuel Cagiao           | 28    | Ret   | Ret   | 42  |
| 19.             | Javier Eiras Mariño          | 35    | Ret   | 21    | 40  |
| 20.             | Alejandro Otero Ferro        | Ret   | 40    | 22    | 32  |
| 21.             | Pablo Gómez Gómez            | 25    | Ret   | Ret   | 21  |
| 22.             | Tino Iglesias                | 11    | 10    | Ret   | 14  |
| 22.             | Sergio Suárez                | 34    | 36    | 41    | 14  |
| No clasificados |                              |       |       |       |     |
|                 | Alberto Otero                | 4     | 2     |       |     |
|                 | Nikolay Gryazin              |       |       | 1     |     |
|                 | Ricardo Costa                | Ret   | DNS   | 6     |     |

### Copilotos
| Pos | Piloto            | Ptos |
| --- | ----------------- | ---- |
| 1.  | David Vázquez     | 245  |
| 2.  | Alberto Rodríguez | 203  |
| 3.  | José Murado       | 184  |
| 4.  | Roi Torrente      | 133  |
| 5.  | Néstor Casal      | 128  |
| 6.  | Bárbara Gómez     | 112  |
| 7.  | Avelino Martínez  | 104  |
| 8.  | Daniel Pérez      | 96   |
| 9.  | Javier Martínez   | 72   |
| 10. | Adrián Muñiz      | 64   |

### Escuderías
| Pos | Escudería             | Ptos. |
| --- | --------------------- | ----- |
| 1.  | Yacar Racing          | 459   |
| 2.  | Lalín-Deza            | 351   |
| 3.  | Recalvi Team          | 277   |
| 4.  | Galicia Motor Sport   | 146   |
| 5.  | Pontevedra 1984 Team  | 138   |
| 6.  | Escudería Surco       | 133   |
| 7.  | RVS Motor Sport       | 129   |
| 8.  | Desguaces Tino Racing | 126   |
| 9.  | Escudería Miño        | 122   |
| 10. | One Seven             | 111   |

### Agrupación 1
| Pos | Piloto               | Ptos. |
| --- | -------------------- | ----- |
| 1   | Víctor Senra         | 245   |
| 2   | Iago Caamaño         | 203   |
| 3   | Alberto Meira        | 184   |
| 4   | Francisco Dorado     | 133   |
| 5   | Jorge Pérez Oliveira | 104   |
| 6   | Tino Iglesias        | 14    |

### Agrupación 2
| Pos | Piloto           | Ptos. |
| --- | ---------------- | ----- |
| 1   | «Tinín» Iglesias | 280   |
| 2   | David Rivas      | 245   |

### Agrupación 4
| Pos | Piloto                | Ptos. |
| --- | --------------------- | ----- |
| 1   | Pablo Blanco Alonso   | 203   |
| 2   | Jacobo Segade         | 184   |
| 3   | Diego González Castro | 161   |
| 4   | Alejandro Castro      | 152   |
| 5   | Iván García Redondo   | 128   |
| 6   | Juan Manuel Cagiao    | 112   |
| 7   | Diego Coto            | 112   |
| 8   | Javier Eiras Mariño   | 104   |
| 9   | Alejandro Otero Ferro | 80    |
| 10  | Sergio Suárez Aldao   | 28    |

### Marcas de neumáticos
| Pos | Marca    | Ptos. |
| --- | -------- | ----- |
| 1   | Pirelli  | 438   |
| 2   | Michelín | 24    |

### Copas de promoción

#### Copa Pirelli AMF Motor Sport
| Pos | Piloto                | Ptos. |
| --- | --------------------- | ----- |
| 1   | Javier Eiras Mariño   | 200   |
| 2   | Alejandro Otero Ferro | 160   |
| 3   | Sergio Suárez Aldao   | 144   |
| 4   | Óscar Gallego Gómez   | 126   |

#### Copa Top Ten Pirelli - Driver (Top Ten A)
| Pos | Piloto               | Ptos. |
| --- | -------------------- | ----- |
| 1   | Alberto Meira        | 240   |
| 2   | Iago Caamaño         | 200   |
| 3   | Jorge Pérez Oliveira | 144   |
| 4   | Francisco Dorado     | 126   |
| 5   | Tino Iglesias        | 42    |

#### Copa Top Ten Pirelli - Driver (Top Ten B)
| Pos. | Piloto                    | Ptos. |
| ---- | ------------------------- | ----- |
| 1    | Tino Iglesias             | 240   |
| 2    | David Rivas Fuentes       | 210   |
| 3    | José Manuel Lamela        | 200   |
| 4    | Marcos Rodríguez Sanromán | 160   |
| 5    | Pablo Gómez Gómez         | 56    |
| 6    | Juan Manuel Cagiao        | 42    |
| 7    | Borja Rodil               | 0     |

#### Volante FGA - Recalvi
| Pos. | Piloto                       | Ptos. |
| ---- | ---------------------------- | ----- |
| 1    | Jorge Garnelo                | 240   |
| 2    | Pablo Blanco Alonso          | 210   |
| 3    | Diego González Castro        | 210   |
| 4    | Jacobo Segade                | 200   |
| 5    | Alejandro Castro Castiñeiras | 175   |
| 6    | Iván García Redondo          | 144   |
| 7    | Diego Coto                   | 140   |

#### Coupe da Luz - RDM
| Pos. | Piloto                | Ptos. |
| ---- | --------------------- | ----- |
| 1    | Javier Eiras Mariño   | 450   |
| 2    | Alejandro Otero Ferro | 410   |

#### Super Campeonato R5 Recalvi
| Pos. | Piloto                  | Ptos. |
| ---- | ----------------------- | ----- |
| 1    | Víctor Senra            | 490   |
| 2    | Alberto Otero           | 329   |
| 3    | Alberto Meira           | 301   |
| 4    | Iago Caamaño            | 287   |
| 5    | Óscar Palacio           | 161   |
| 6    | Francisco Dorado        | 161   |
| 7    | Ricardo Costa           | 91    |
| 8    | Domingo Molinos Sobrado | 63    |

#### Cup Tecnoshock (Cup A)
| Pos. | Piloto            | Ptos. |
| ---- | ----------------- | ----- |
| 1    | Pablo Gómez Gómez | 210   |